# Beamsley in Addingham
Beamsley in Addingham var en civil parish fram till 1886 då den blev en del av Beamsley och Hazlewood with Storiths, i grevskapet West Riding of Yorkshire (nu North Yorkshire), i England. Civil parish var belägen 10 km från Skipton och hade 31 invånare år 1881.